# Супер Крила
Супер Крила (енгл. Super Wings; кореј. 출동! 슈퍼윙스; кин: 超级飞侠), је анимирана телевизијска серија коју је креирао Гил Хун Јунг и продуковала његова компанија FunnyFlux Entertainment у Јужној Кореји.